# Giovanni Coccapani

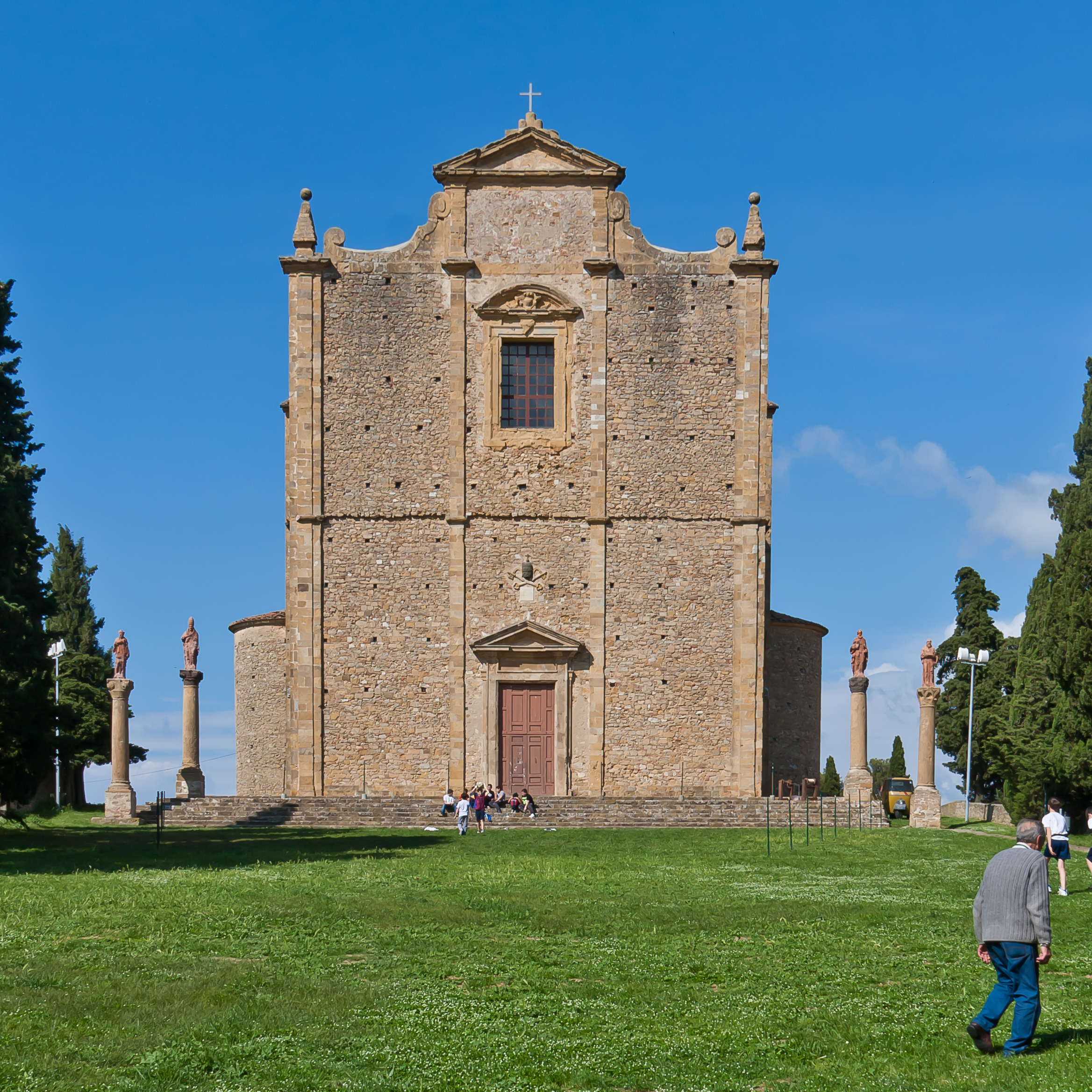
Facciata della chiesa dei santi Giusto e Clemente a Volterra

Giovanni Coccapani (Firenze, 1582 – Firenze, 1649) è stato un architetto e matematico italiano.

## Biografia
Figlio di un orafo di origine imolese e fratello del pittore Sigismondo, ebbe una formazione molto articolata che gli consentì di essere dottore in legge, valente matematico e architetto.  
Scarsa risulta essere stata la sua attività pratica, anche se fu consultato in varie occasioni. 
Risulta attivo come insegnante, soprattutto di matematica e anche all'interno dell'Accademia delle Arti del Disegno, di cui fu eletto membro nel 1638.
Fu autore di un testo teorico, "Considerazioni sopra il modo di fabricare la Fortezza Reale di cinque lati,conforme al miglior uso et regole più moderne".Si ha infatti notizia di manoscritti di Giovanni stesso e del fratello Sigismondo (conservati a Carpi nel Settecento ma poi dispersi), con studi di matematica e disegni vari, di fortificazioni, di macchine.

## Opere
- Chiesa e convento di Santa Teresa a Firenze, trasformato nel XIX secolo in penitenziario.
- Chiesa di San Giusto e  San Clemente a Volterra